# ジェフ・フルチーノ
ジェフリー・ポール・フルチーノ（Jeffrey Paul Fulchino, 1979年11月26日 - ）は、アメリカ合衆国・フロリダ州タイタスビル出身のプロ野球選手（投手）。右投右打。

## 経歴

### プロ入りとマイナー時代とマーリンズ時代
2001年のMLBドラフトでフロリダ・マーリンズから8巡目指名受け入団した。
2006年6月22日のボルチモア・オリオールズ戦でメジャーデビューを果たした。
2007年は、傘下AAA級アルバカーキ・アイソトープスでプレーし、メジャーに昇格する事は無かった。

### ロイヤルズ時代
2008年2月にカンザスシティ・ロイヤルズとマイナー契約を結んだ。6月8日にジョエル・ペラルタに替わってメジャーに昇格した。

### アストロズ時代
2008年12月2日にヒューストン・アストロズへウェーバーで移籍した。

### パドレス時代
2011年は、サンディエゴ・パドレスでプレーした。11月20日にFAとなった。

### ナショナルズ傘下時代
2011年12月21日にワシントン・ナショナルズとマイナー契約を結んだ。

### ブリッジポート・ブルーフィッシュ時代
2013年は、アトランティックリーグのブリッジポート・ブルーフィッシュでプレーし、オールスターゲームにも選出された。